# تنها عشق
تنها عشق (لهستانی: Tylko miłość) یک مجموعهٔ تلویزیونی درام لهستانی است که در سال ۲۰۰۷ منتشر شد.

## گزیدهٔ بازیگران
- بارتومیئی شویدرسکی
- ماوگوژاتا کوژوخوفسکا
- پیوتر گرابوفسکی
- اوروشولا گرابوفسکا
- ادیتا خِربوش
- ماوگوژاتا سُخا
- اوا ژنتک
- هالینا گولانکو
- ماریا پاکولنیس
- یژی بونچاک
- دانوتا بورسوک
- ماریان جِـنـجِـل
- آنا وویتون
- کارولینا موشالاک
- آندژی نِـیمان
- بارتوش ژوکوفسکی
- روبرت موسکوا
- ووجیمیش آدامسکی
- رافائو چیه‌شینسکی
- یوآنا لیشوفسکا
- الکساندرا کیسیو
- آندژی گرابوفسکی
- آنا درشوفسکا
- ماگدالنا روژچکا
- گژگوش کووالچیک
- آگنیشکا پِشِـپیورسکا
- وویچیخ چروینسکی
- هوبرت زدونیاک
- ماگدالنا روژاینسکا